# 짜증

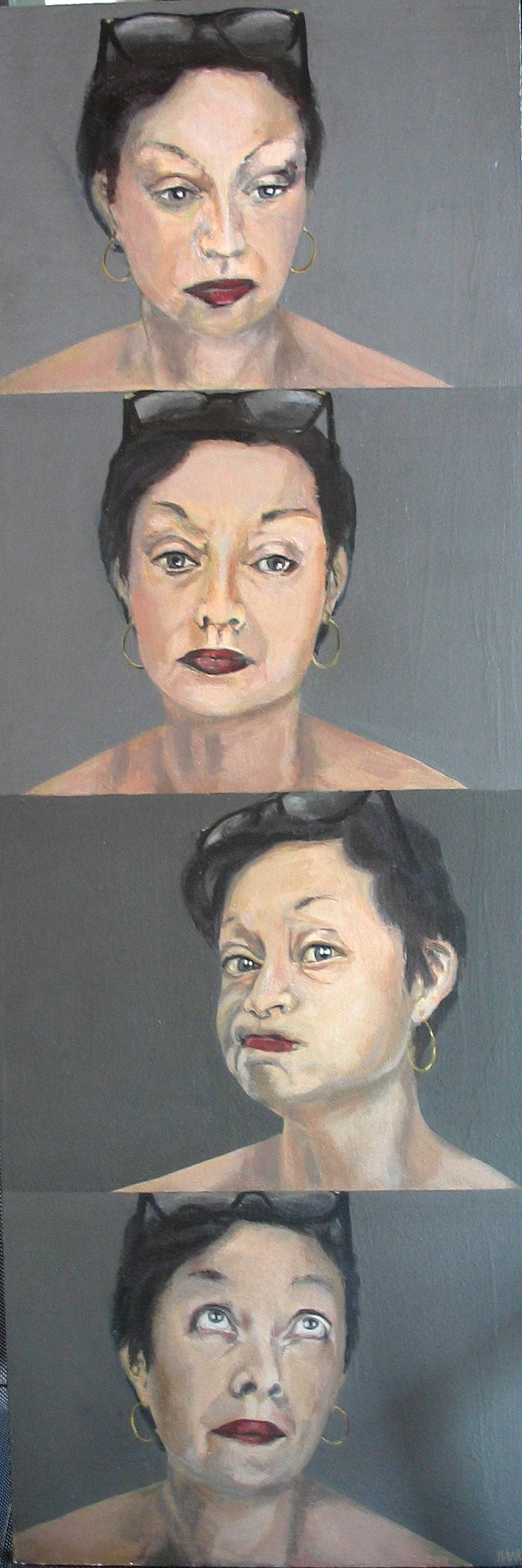
2004년 마리 폴 하르의 포토아톤

짜증(annoyance)은 불쾌한 마음의 상태로, 한 사람의 생각에서 오는 격양, 화 등을 일컫는다. 이 감정은 좌절이나, 노여움, 슬픔과 연결된다. 또한 분노도 역시 직결되어 있다.

## 같이 보기
- 소외
- 스트레스